# Municipalité du district de Pakruojis
La municipalité du district de Pakruojis (en lituanien : Pakruojo rajono savivaldybė) est l'une des soixante municipalités de Lituanie. Son chef-lieu est Pakruojis.

## Seniūnijos de la municipalité du district de Pakruojis
- Guostagalio seniūnija (Guostagalis)

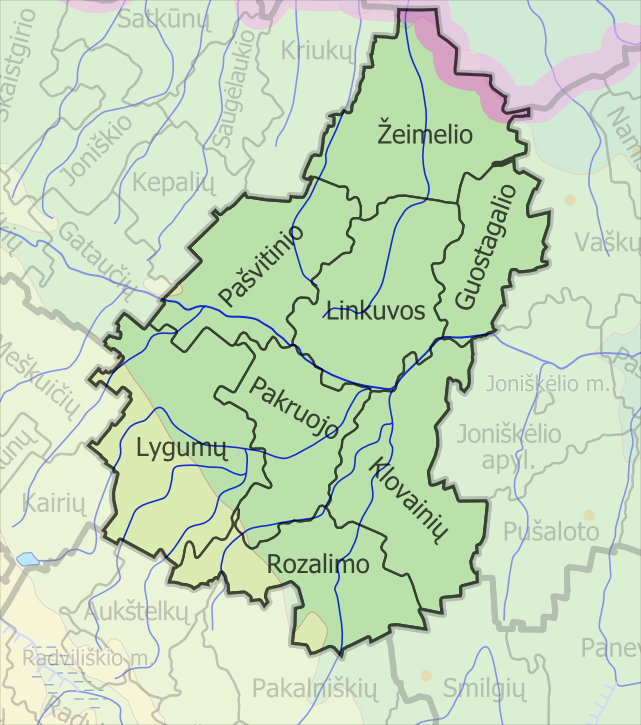
Seniūnijos de la municipalité du district de Pakruojis.

- Klovainių seniūnija (Klovainiai)
- Lygumų seniūnija (Lygumai)
- Linkuvos seniūnija (Linkuva)
- Pakruojo seniūnija (Pakruojis)
- Pašvitinio seniūnija (Pašvitinys)
- Rozalimo seniūnija (Rozalimas)
- Žeimelio seniūnija (Žeimelis)